# Scelodontina
Scelodontina là một chi bọ cánh cứng trong họ Chrysomelidae.
Chi này được miêu tả khoa học năm 1979 bởi Medvedev.

## Các loài
Chi này gồm các loài:
- Scelodontina suvensis Medvedev, 1979